# たなかゆうこ
たなか ゆうこ（7月7日 - ）は、日本の女性声優。東京都出身。旧芸名は田中 結子（読み同じ）。 アイ・タクト所属。

## 人物
かつてはオフィスCHK、ウィングウェーヴに所属していた。
趣味は映画鑑賞、絵画鑑賞。特技はマラソン。

## 出演
太字はメインキャラクター。

### テレビアニメ
- GANTZ（学）
- ネポス・ナポス（ポポック）

### OVA
- Phantom -PHANTOM THE ANIMATION-

### Webアニメ
- サイキックアカデミー煌羅万象（寮長）

### ゲーム
- ヴァルキリープロファイル 咎を背負う者（ラインヒルデ・ホーン、ヘル）
- カードオブデスティニー〜光と闇の統合者
- スターオーシャン1 First Departure
- スターオーシャン1 Final Departure R
- スターオーシャン:アナムネシス（ヘル）
- シェンムーII（曹祥分、岩海苔）

### 吹き替え
- RV（タミー）
- 藍色夏恋
- 青い目撃者（老女、検事）
- インザ・ビギニング（チッポラ）
- エディット・ピアフ〜愛の讃歌〜
- コン・エクスプレス
- 最高のともだち（シモーネ（オルガ・ソスノフスカ）、コラリー・ウォーショウ）
- ザ・リミット（パトリシア）
- 消滅水域
- そりゃないぜ!? フレイジャー（ミセス・グリーウェー）
- 沈黙のテロリスト
- チアリーダー忍者
- 必殺処刑人
- ホスピタル・アンダー・シージ
- 黙示録2009 隕石群襲来
- リメンバー・ミー
- レスリー・ニールセン 裸のサンタクロース
- ワイルド・スティンガー（女弁護士）
- ワンワンカップ（ブライアナスカーリー）
- 天国へのシュート（レムコ）

### ドラマCD
- 新宿Guardian 3rd mission（礼子）
- 星陵最恐物語（石田の母）